# Goshen County
Goshen County ist ein County im Bundesstaat Wyoming der Vereinigten Staaten. Bei der Volkszählung 2020 hatte das Goshen County 12.498 Einwohner. Der Verwaltungssitz (County Seat) ist Torrington.

## Geographie
Das County bedeckt eine Fläche von 5781 Quadratkilometern, davon sind 18 Quadratkilometer Wasserfläche. Es grenzt im Uhrzeigersinn an die Countys: Niobrara County, Scotts Bluff County (Nebraska), Sioux County (Nebraska), Banner County (Nebraska), Laramie County und Platte County.

## Geschichte
Goshen County wurde im Jahre 1911 gegründet.

## Demografische Daten

Fort Laramie in Goshen County Juni 2004

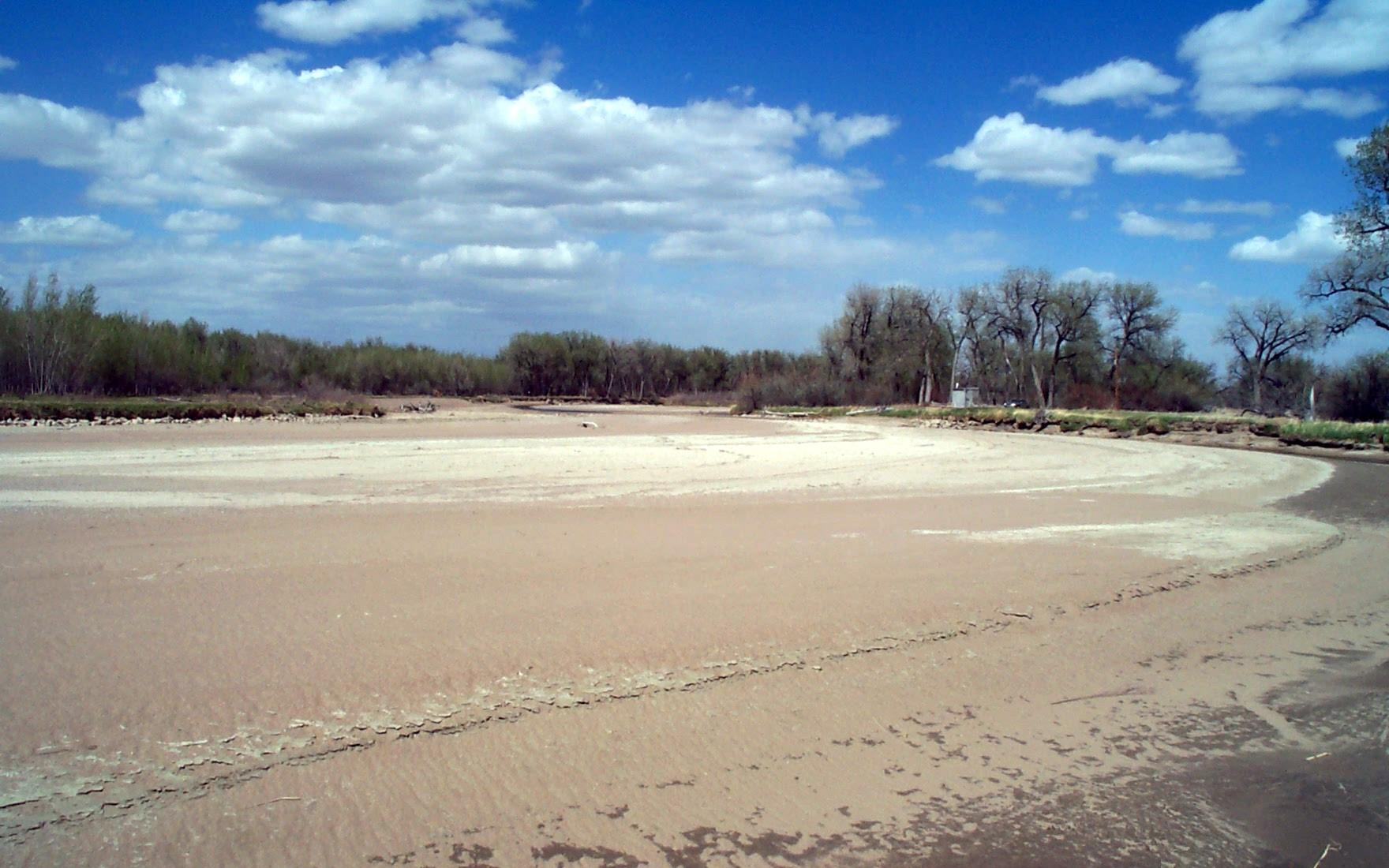
Der North Platte River bei langer Trockenheit

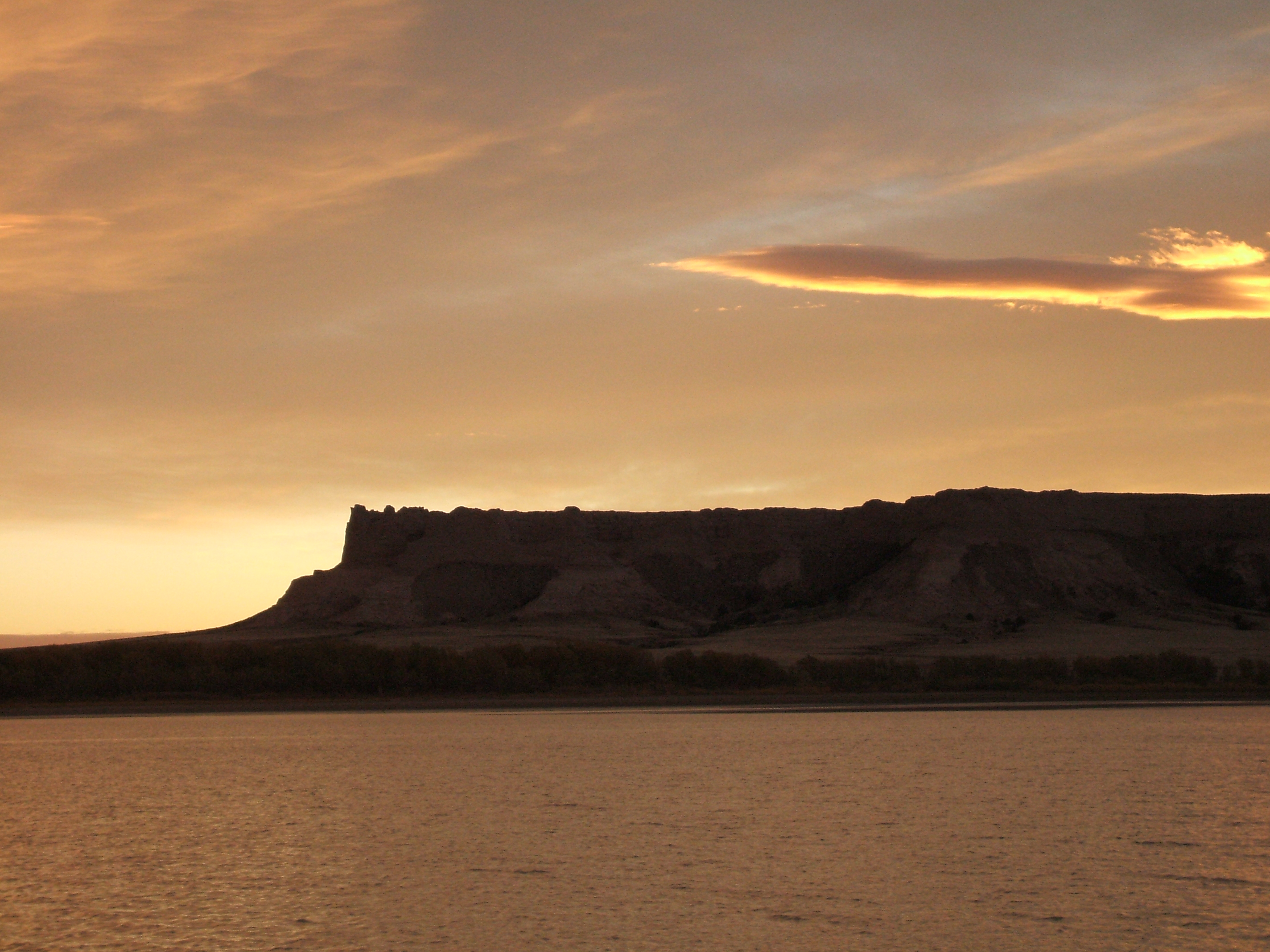
Blick über das Hawk Springs Reservoir

Nach der Volkszählung im Jahr 2000 lebten im Goshen County 12.538 Menschen. Es gab 5061 Haushalte und 3426 Familien. Die Bevölkerungsdichte betrug 2 Einwohner pro Quadratkilometer. Ethnisch betrachtet setzte sich die Bevölkerung zusammen aus 93,83 % Weißen, 0,20 % Afroamerikanern, 0,86 % amerikanischen Ureinwohnern, 0,20 % Asiaten, 0,12 % Bewohnern aus dem pazifischen Inselraum und 3,65 % aus anderen ethnischen Gruppen; 1,14 % stammten von zwei oder mehr ethnischen Gruppen ab. 8,83 % Prozent der Bevölkerung waren spanischer oder lateinamerikanischer Abstammung.
Von den 5061 Haushalten hatten 28,60 % Kinder und Jugendliche unter 18 Jahre, die bei ihnen lebten. 56,70 % waren verheiratete, zusammenlebende Paare, 7,70 % Prozent waren allein erziehende Mütter, 32,30 % waren keine Familien. 27,60 % waren Singlehaushalte und in 13,10 % lebten Menschen im Alter von 65 Jahren oder darüber. Die Durchschnittshaushaltsgröße betrug 2,38 und die durchschnittliche Familiengröße lag bei 2,90 Personen.
Auf das gesamte County bezogen setzte sich die Bevölkerung zusammen aus 24,20 % Einwohnern unter 18 Jahren, 9,40 % zwischen 18 und 24 Jahren, 24,30 % zwischen 25 und 44 Jahren, 24,80 % zwischen 45 und 64 Jahren und 17,30 % waren 65 Jahre alt oder darüber. Das Durchschnittsalter betrug 40 Jahre. Auf 100 weibliche Personen kamen 98,90 männliche Personen, auf 100 Frauen im Alter ab 18 Jahren kamen statistisch 95,00 Männer.
Das jährliche Durchschnittseinkommen eines Haushalts betrug 32.228 USD, das Durchschnittseinkommen der Familien betrug 40.297. USD. Männer hatten ein Durchschnittseinkommen von 27.713 USD, Frauen 17.584 USD. Das Prokopfeinkommen betrug 15.965 USD. 13,90 % der Familien und 9,70 % der Bevölkerung lebten unterhalb der Armutsgrenze. 16,30 % davon waren unter 18 Jahre und 12,50 % waren 65 Jahre oder älter.

## Orte im Goshen County
City
| - Torrington |

Towns
| - Fort Laramie - La Grange | - Lingle - Yoder |

Census-designated places (CDP)
| - Hawk Springs - Huntley - Veteran |

Unincorporated Communitys
| - Jay Em |